# Brian Williams (pisarz)
Brian Williams – brytyjski malarz, autor książek dla młodzieży. Wraz z Roderickiem Gordonem stworzył cykl Tunele.
Urodził się w Liverpoolu, jednak wraz z rodziną wyjechał do Zambii, gdzie spędził dzieciństwo. W latach siedemdziesiątych powrócił do rodzinnego miasta. Uprawiał amatorski boks, sztukę eksperymentalną, a także brał udział w wyścigach samochodowych. Uczęszczał do Slade School of Fine Art. Tam poznał Rodericka Gordona, z którym później stworzył cykl książek dla młodzieży.
Uczelnię ukończył w latach osiemdziesiątych i od tamtej pory malował obrazy, pisał opowiadania i współpracował przy produkcji filmów, także jego własnych. W 2003 roku wraz z Gordonem stworzył scenariusz do filmu Second Face. Był on początkiem ich współpracy twórczej. W latach 2003–2004 wspólnie stworzyli książkę pod tytułem The Mole Highfield wydaną w 2005 roku. Szybko wyprzedany nakład zainteresował Barry'ego Cunninghama, który podpisał z nimi umowę na dwie książki. W 2007 roku nastąpiło ponowne wydanie ich tekstu, tym razem pod nazwą Tunele. Książka osiągnęła sukces i została opublikowana w czterdziestu krajach. Znalazła się także na liście bestsellerów „New York Timesa”.